# Archichlora altivagans
Archichlora altivagans är en fjärilsart som beskrevs av Claude Herbulot 1960. Archichlora altivagans ingår i släktet Archichlora och familjen mätare. Inga underarter finns listade i Catalogue of Life.